# Roland Debély

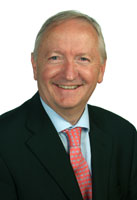
Roland Debély (2008)

Roland Debély (* 1948) ist ein Schweizer Politiker der Freisinnig-Demokratischen Partei (FDP), der unter anderem von 2008 bis 2009 Präsident des Staatsrates des Kantons Neuenburg war.

## Leben
Am 12. April 2005 wurde Roland Debély Mitglied des Staatsrates des Kantons Neuenburg, der Regierung dieses Kantons, und gehörte dieser bis zum 25. Mai 2009 an. Während seiner Mitgliedschaft im Staatsrat wurde er am 1. Juni 2008 als Nachfolger von Fernand Cuche Präsident des Staatsrates und damit Vorsteher der Kantonsregierung und bekleidete diese Funktion bis 26. Mai 2009, woraufhin Jean Studer ablöste.